# Башта Бернардо Франко Пагана
Башта Бернардо Франко Пагана (Східна привратна башта) — пам'ятка архітектури національного значення України (охор. № 010071/4), що належить до комплексу пам'яток Генуезької фортеці в Судаку. Згідно з Переліком об'єктів нерухомої спадщини Судацької фортеці Національного заповідника «Софія Київська», башта має порядковий номер 14. Споруджена в 1414 році.
Сугдею, як значне в військовому сенсі укріплення і як дуже значний порт, генуезці захопили 18 липня 1365 року і стали управляти нею через своїх консулів. Абат Одеріко зберіг для нас кілька консульських імен та роки їхнього правління:
- 1385 — Джіакомо Горзево
- 1414 — Барнабо Франки де Пагано
- 1450 — Бартоломео Джудіче
- 1468 — Бернардо де Аміко

Також абат назвав ім'я консульського радника в 1466 році — Антоніо Борласка.
Башта розташована на схід від головної брами під кутом, відкриваючи вид на зовнішні ворота. Тристінна, триповерхова. Внутрішня розмітка стін із заходу — 7,3 м, з півночі — 4,2 м, зі східного боку — 5 м. Нижній ярус вежі умощений бійницями, на верхньому ярусі — розташовані чотири амбразури, схожі на ті, які були в західній вежі.
Усередині башти чітко видно консолі для дерев'яних перекриттів між'ярусних настилів. Коло південної основи виявлені сходи, по яких воїни підіймалися на башту та мури. На стіні, спрямованій до головних воріт, розташовані камені, на яких викарбувані хрести. Зведена на руїнах мідноливарної майстерні XII—XIV ст.
На північній стіні башти збереглася ніша від геральдичної плити, де знаходилася закладна геральдична плита з ім'ям консула Бернабо Франки де Пагано і датою — 1414 рік. Напис на плиті, яка сьогодні зберігається в Одеському археологічному музеї, такий: 
| «1414 року, в четвертий день липня, спорудження цієї фортеці все закінчено під час управління іменитого і могутнього мужа пана Бернабо Франки де Пагано, високоповажного консула, головного скарбника, коменданта й воєначальника Солдаї». |